# Cicindela allardi
Cicindela allardi este o specie de insecte coleoptere din familia Carabidae, genul Cicindela. 